# Miguel Mejía Barón
Miguel Mejía Barón (* 17. April 1949) ist ein ehemaliger mexikanischer Fußballspieler und -trainer, der zwischen 1988 und 2001 verschiedene mexikanische Vereine und zwischen 1993 und 1995 die mexikanische Nationalmannschaft betreute. Als Spieler stand er wahrscheinlich ausschließlich bei den UNAM Pumas unter Vertrag, bei denen er 1988 auch seinen ersten Trainerposten übernahm und die er 1991 zum Gewinn der mexikanischen Fußballmeisterschaft führte.

## Spieler
Mejía kam in den 1960er Jahren in den Nachwuchsbereich der UNAM Pumas, erhielt dort später einen Profivertrag und gewann mit den Pumas in der Saison 1974/75 zunächst den Pokalwettbewerb und eine Woche später auch den Supercup.

## Trainer

### Verein
Nachdem Mejía zunächst drei Jahre lang seinen ehemaligen Verein UNAM Pumas trainiert und zum Meistertitel geführt hatte, wechselte er unmittelbar nach diesem Triumph zum CF Monterrey. Er beendete die Zusammenarbeit Anfang 1993, als ihm das Amt des Nationaltrainers anvertraut wurde. Nach zweieinhalb Jahren bzw. 54 Spielen im Einsatz der Nationalmannschaft übernahm er vor Beginn der Saison 1996/97 den CF Atlante und kam über die Tigres und Puebla Anfang 2001 zurück zu seinem ersten Verein, den UNAM Pumas. Nachdem er dort wegen Erfolglosigkeit entlassen worden war, beendete er seine Trainertätigkeit.

### Nationalmannschaft
Sein Debüt als Cheftrainer der mexikanischen Nationalmannschaft gab Mejía am 20. Januar 1993 bei einem Testspiel in Italien, das 0:2 verloren wurde. Trotz einer Niederlage in El Salvador (1:2) bei seinem ersten Qualifikationsspiel für die WM 1994 am 4. April 1993 verlief sein erstes Jahr sehr erfolgreich: die nächsten fünf Qualifikationsspiele (zwischen 11. April und 9. Mai) wurden allesamt gewonnen und bei der anschließenden Copa América, an der Mexiko erstmals überhaupt teilnehmen durfte, gelang die Qualifikation fürs Finale, das gegen Angstgegner Argentinien (1:2) verloren wurde. Eine Woche nach dem Finale am 4. Juli begann der CONCACAF Gold Cup 1993, den Mexiko vor eigenem Publikum eindrucksvoll gewann: auf dem Weg zum Titel wurden unter anderem Kanada (8:0), Jamaika (6:1) und im Finale am 25. Juli die USA (4:0) regelrecht vom Platz gefegt. Auch in den Testspielen danach gelangen einige Achtungserfolge, wie beim 1:1 in Brasilien am 8. August oder beim 0:0 gegen Deutschland im letzten Testspiel des Jahres am 22. Dezember 1993.
Weniger erfolgreich dagegen verliefen die Testspiele Anfang 1994, als es am 26. Januar gegen die Schweiz (1:5) und eine Woche später gegen Russland (1:4) deftige Niederlagen setzte. Auch der Start in die WM 1994 verlief ungünstig, als das Eröffnungsspiel gegen Norwegen durch ein spätes Tor von Rekdal (84. Minute) mit 0:1 verloren wurde. Doch durch ein anschließendes 2:1 gegen Irland und ein 1:1 im letzten Vorrundengruppenspiel gegen Italien gewann Mexiko eine der seltsamsten Gruppen in der WM-Geschichte: alle vier Mannschaften schlossen die Vorrunde mit vier Punkten ab. Mit 3:3 Toren wurde Mexiko Gruppensieger vor Irland und Italien (jeweils 2:2 Tore) sowie dem Gruppenletzten Norwegen (1:1 Tore), der nach der Vorrunde die Heimreise antreten musste. Mexiko scheiterte seinerseits im Achtelfinale an Bulgarien (1:3 im Elfmeterschießen).
Als Mexiko im folgenden Jahr am 17. Juli bei der Copa América 1995 bereits im Viertelfinale ausgerechnet gegen den Erzrivalen USA (1:4 im Elfmeterschießen) ausschied, wurde Mejía durch Bora Milutinović ersetzt.

## Erfolge

### Als Spieler
- Mexikanischer Pokalsieger: 1975
- Mexikanischer Supercup: 1975

### Als Trainer auf Vereinsebene
- Mexikanischer Meister: 1991 (mit UNAM Pumas)

### Als Trainer mit der Nationalmannschaft
- CONCACAF Gold Cup: Sieger 1993
- Copa América: Finalist 1993